# Normanščina
Normanščina (normansko normaund, francosko normand) je romanski jezik, ki spada v skupino oilskih jezikov (langues d'oïl). Govori se ga v Franciji v zgodovinski pokrajini Normandija in na britanskih Kanalskih otokih, kjer ga imenujejo normanska francoščina. Število govorcev je v zadnjih generacijah upadlo, zaradi česar zdaj posvečajo napore za ohranitev jezika. V Franciji ima normanščina status regionalnega jezika in naj bi jo govorilo vsaj še okoli 300 000 ljudi. Na Kanalskih otokih, kjer naj bi normansko govorilo vsaj 5000 ljudi, ima na otoku Jersey status regionalnega jezika jerseyska različica normanščine jerseyščina, na otoku Guernsey pa geuernseyska različica guernseyščina, sarkščina z otoka Sark je imela leta 2019 še 4 govorce, narečje z otoka Alderney, alderneyščina pa je uradno izumrla leta 1960.
1. 1 2  normanščina v Ethnologue (23. izd., 2020)
2. ↑   name=popis2001
3. ↑  »Voices - Multilingual Nation«. BBC. Arhivirano iz spletišča dne 15. decembra 2008. Pridobljeno 6. julija 2013.
4. 1 2  Hammarström, Harald; Forkel, Robert; Haspelmath, Martin; Bank, Sebastian (24. maj 2022). »Glottolog 4.8 - Oil«. Glottolog. Max Planck Institute for Evolutionary Anthropology. Arhivirano iz spletišča dne 11. novembra 2023. Pridobljeno 11. novembra 2023.